# Всемирная федерация кошек
Всемирная федерация кошек (англ. World Cat Federation, WCF) — объединение фелинологических клубов. Создана в Рио-де-Жанейро (Бразилия) в 1988 году тремя клубами любителей кошек; в настоящий момент штаб-квартира находится в Эссене (Германия). Всемирная федерация кошек зарегистрирована как европейская организация в Германии и Бельгии. В её состав входят более 540 клубов любителей кошек из разных стран.

## История создания
Всемирная федерация кошек была создана в 1988 году в Рио-де-Жанейро тремя клубами, которые были недовольны малой демократичностью существовавших на тот момент федераций.

Бюро федерации на территории России было создано в 2002 году на Генеральной ассамблее WCF, созванной в Милане (Италия), решением правления организации. Штаб-квартира российского бюро WCF располагается в Пензе.
 Целью создания российского Бюро WCF была координация работы российских клубов — членов федерации.

## Структура
В настоящее время Всемирная федерация кошек объединяет 93 ассоциированных члена и более 540 клубов из 18-ти стран, при этом членами Всемирной федерации кошек является более 200 клубов любителей кошек, имеющих статус подклубов.
Члены федерации — финансово и организационно независимые общественные организации, которые являются прямыми членами федерации. При вступлении они получают право использовать символику федерации, после предварительного получения лицензии (на проведение выставок) проводить выставки кошек, выдавать родословные документы с символикой федерации.
Федерация является открытой и демократичной организацией. Она признает многие фелинологические системы мира, их судей и родословные документы.
Среди партнёров федерации TICA (США), FIFe (Чехия), GCCF (Великобритания) и CFA (США); поэтому судьи этих организаций часто участвуют в выставках федерации.
Президент федерации Аннелиз Хакман является депутатом Европарламента. В связи с этим федерация принимает активное участие в обсуждении европейского законодательства по вопросам, касающимся животных.
Штаб-квартира находится в Эссене (Германия), зарегистрирована как европейская организация в Германии и Бельгии. Официальные языки WCF: немецкий, английский и французский.
Правление федерации — международный орган, состоящий из пяти человек: Аннелиз Хакман (нем. Aneliese Hackmann, Эссен, Германия) — президент, Ортрун Вагнер (нем. Ortrun Wagner, Хеппенхайм, Германия) — генеральный секретарь, Марион Майстер (нем. Marion Meister, Гельзенкирхен, Германия) — финансовый директор, Пауло Руши (англ. Paulo S. Ruschi, Нью-Йорк, США) — 1-й вице-президент, Анна Рудакова (Пенза, Россия). Анна Рудакова также является главой российского бюро федерации.
Также в федерации работает четыре комиссии: дисциплинарная стандартная, дисциплинарная судейская, ревизионная, выставочная. В каждую из комиссий, кроме ревизионной помимо её членов входит один член Правления WCF.
Федерация сотрудничает с другими международными фелинологическими федерациями и является членом Всемирного фелинологического конгресса.

### Функции федерации
Федерация осуществляет следующие направления деятельности:
- регистрация питомников;
- обучение и лицензирование судей;
- разработка и утверждение стандартов пород;
- предоставление выставочных лицензий;
- контроль за соблюдением выставочных правил;
- установление международных связей.

## Выставочная деятельность
Федерация в год проводит около трёхсот выставок, из них около ста — в России.
Одними из самых распространённых пород на выставках федерации являются персидская и британская короткошёрстная, однако разброс достаточно велик.
Всемирная федерация кошек — первая международная фелинологическая организация, признавшая стандарты российских пород кошек: сибирской кошки и донского сфинкса.

## Критика деятельности федерации
Федерация критикуется за непрозрачность управления. Утверждается, что российские клубы составляя большинство в организации, не имеют реальной возможности влиять на её деятельность.